# Morro Derecho
Morro Derecho är en bergstopp i Antarktis. Den ligger i Västantarktis. Argentina, Chile och Storbritannien gör anspråk på området.
Terrängen runt Morro Derecho är varierad. Havet är nära Morro Derecho åt nordost. Trakten är glest befolkad. Närmaste befolkade plats är Marambio Station, 18,3 kilometer nordost om Derecho.